# Ворст
Ворст (нід. Voorst, нід. вимова: [voːrst] ( прослухати)) — муніципалітет і місто на сході Нідерландів, у провінції Гелдерланд.

## Населені пункти муніципалітету
Міста
- Ворст

Села
- Бюссло
- Вілп
- Вілп-Ахтергук
- Кларенбек
- Нейбрук
- Теге
- Терволде

Селища
- Аппен

## Топографія
Нідерландська топографічна карта муніципалітету Ворст, червень 2015 року

## Визначні мешканці
- Людольф Анне Ян Вілт Слоет ван де Бееле (1806 у Ворсті – 1890) — Генерал-губернатор Нідерландської Ост-Індії у 1861—1866 роках
- Юрген Стреппел (нар. 1969 у Ворсті) — футболіст

## Галерея

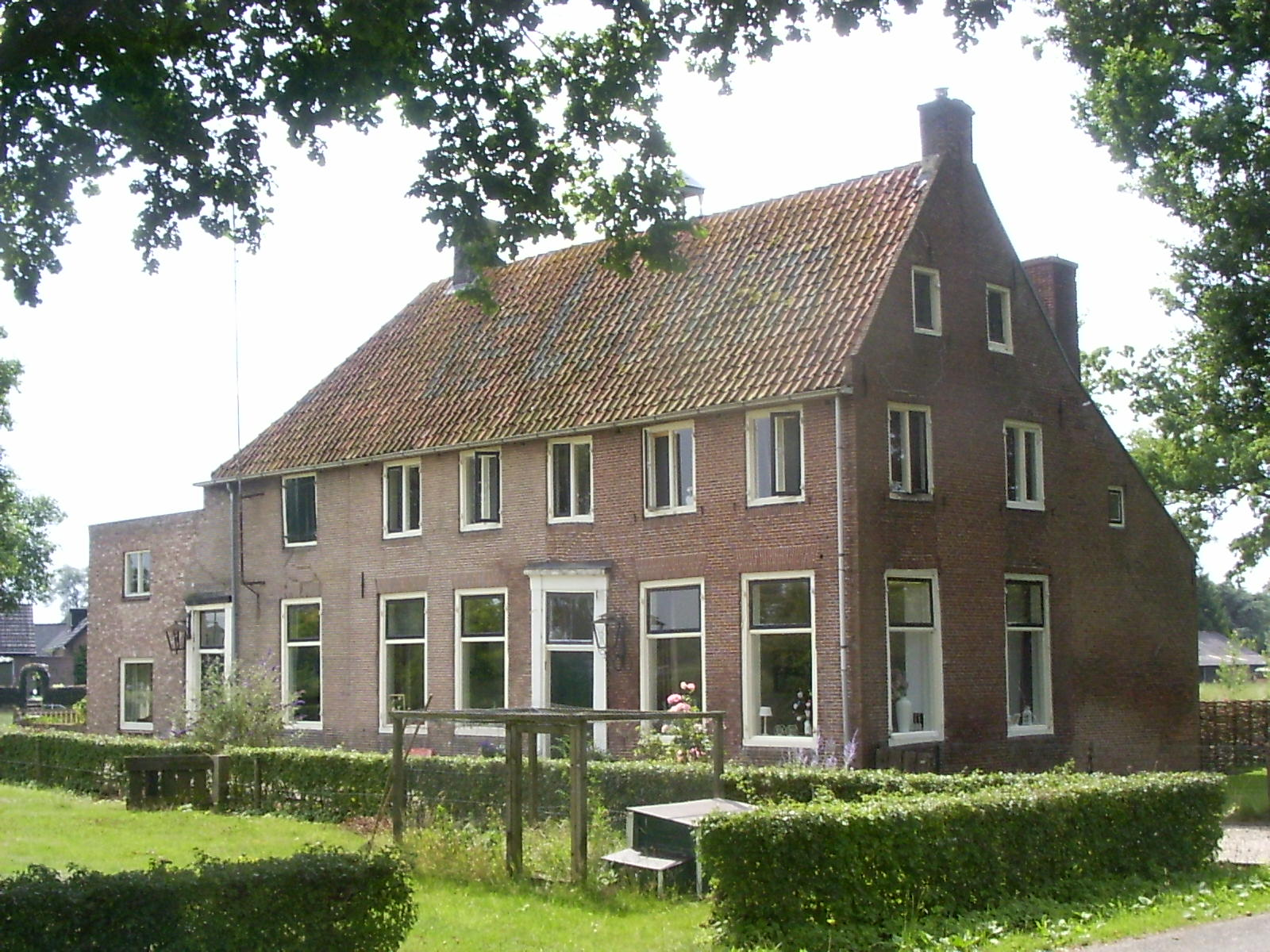
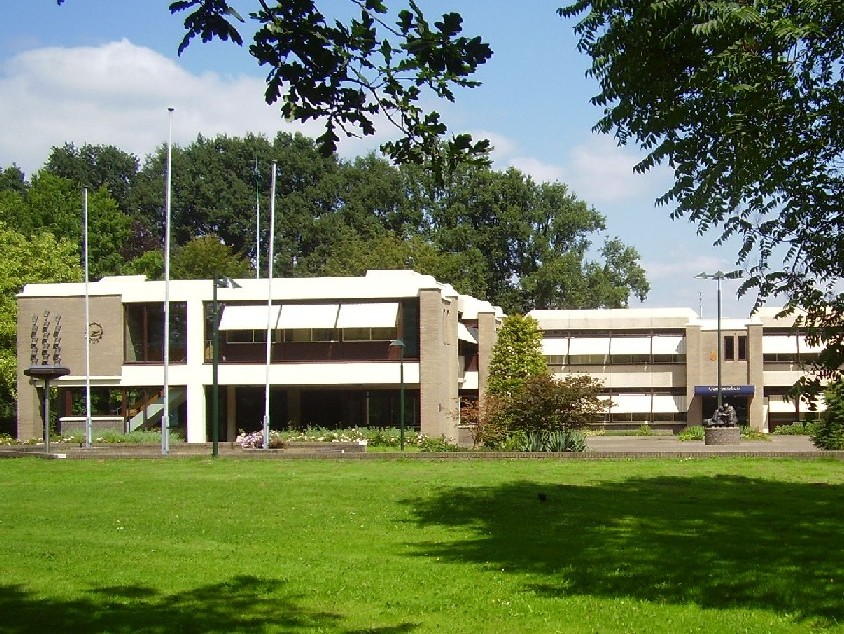
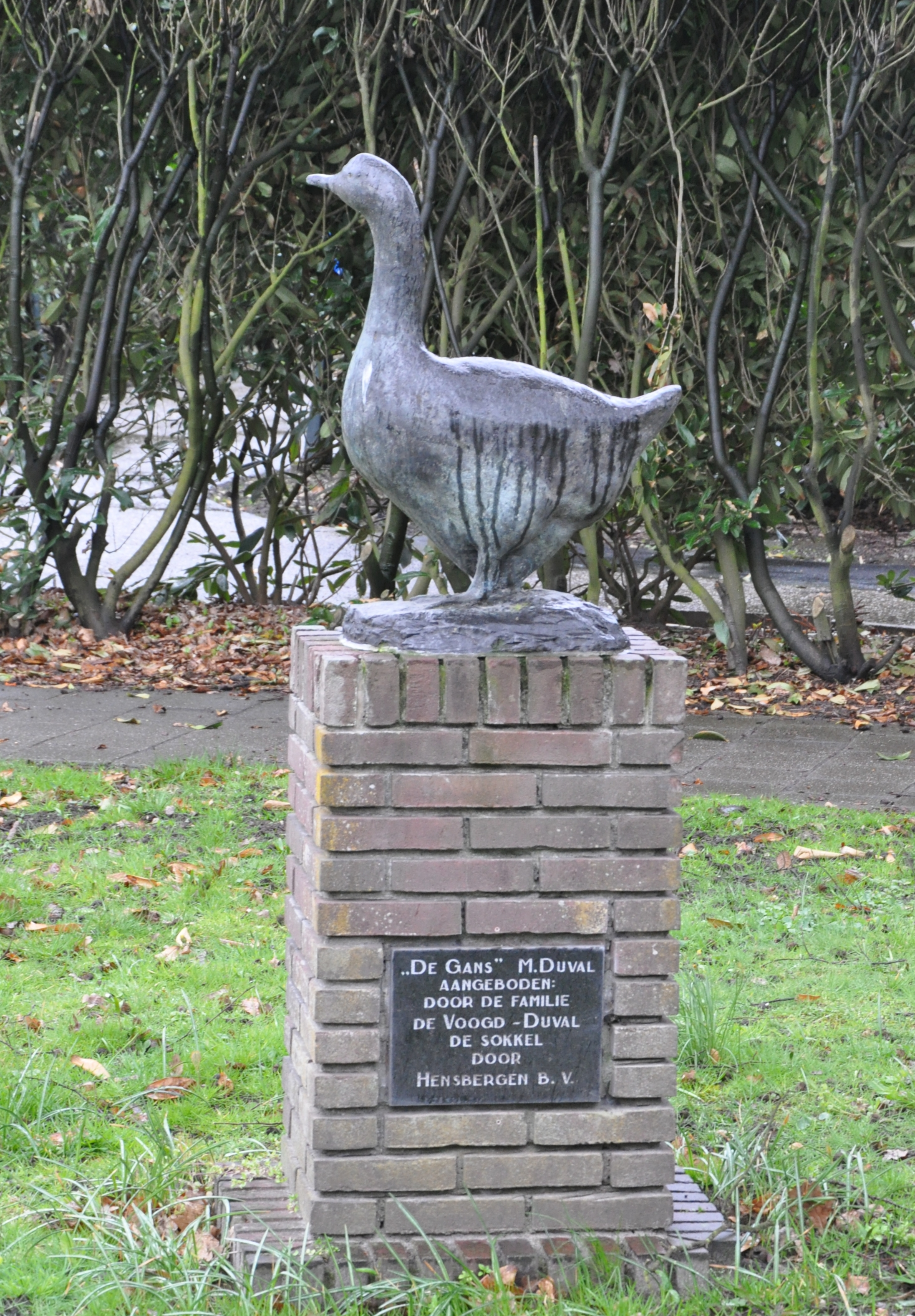
Скульптура гуся, Ворст
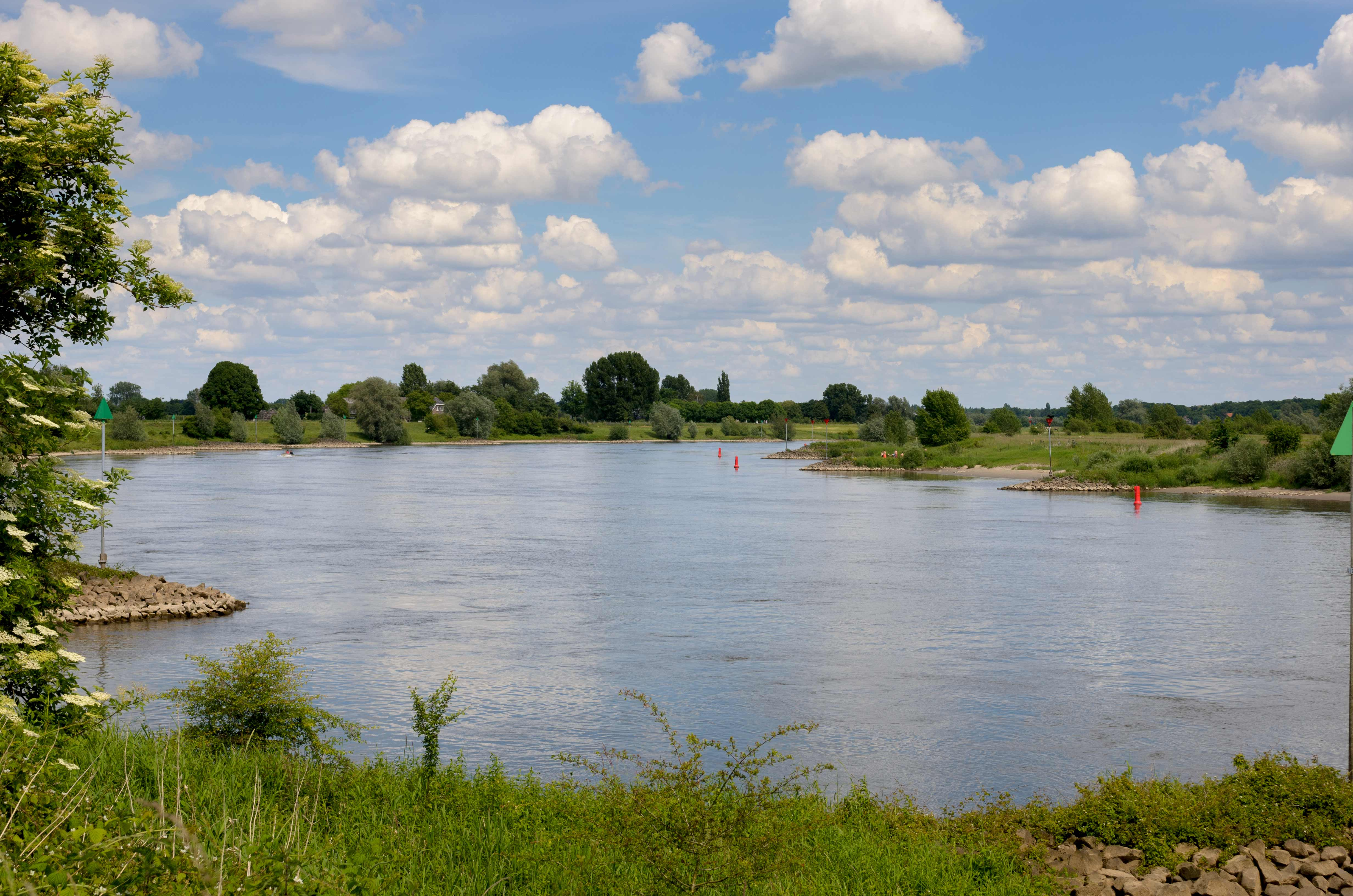
Річка Ейссел біля Бюссло